# サッカーベラルーシ女子代表
サッカーベラルーシ女子代表（サッカーベラルーシじょしだいひょう）は、ベラルーシサッカー連盟(ベラルーシ語: Беларуская Федэрацыя Футбола、英: Football Federation of Belarus, 略称：FFB)によって編成されるサッカーのナショナルチーム。欧州サッカー連盟(UEFA)に所属している。
女子ワールドカップ、オリンピックともに出場はない。

## ワールドカップの成績
- 1991 - 不参加
- 1995 - 不参加
- 1999 - 予選敗退
- 2003 - 予選敗退
- 2007 - 予選敗退
- 2011 - 予選敗退
- 2015 - 予選敗退
- 2019 - 予選敗退
- 2023 - 予選敗退

## オリンピックの成績
- 1996 - 予選敗退
- 2000 - 予選敗退
- 2004 - 予選敗退
- 2008 - 予選敗退
- 2012 - 予選敗退
- 2016 - 予選敗退
- 2020 - 予選敗退

## UEFA欧州女子選手権の成績
ベラルーシが独立を果たした1991年以降の成績を記す。
- 1991 - 不参加
- 1993 - 不参加
- 1995 - 不参加
- 1997 - 予選敗退
- 2001 - 予選敗退
- 2005 - 予選敗退
- 2009 - 予選敗退
- 2013 - 予選敗退

## FIFAランキング
- 最新順位 - 55位(2024年8月)
- 初登場 - 42位(2003年7月)
- 最高順位 - 37位(2012年8月)
- 最低順位 - 57位(2024年3月)

出典: FIFA Women's Ranking

## 選手
- エカテリーナ・アフキモヴィッチ（英語版）